# Stazione di Rogliano
La stazione di Rogliano è una stazione ferroviaria posta sulla linea Cosenza-Catanzaro Lido. Serve il centro abitato di Rogliano e sorge a 640 metri s.l.m.

## Movimento
La stazione è servita dai treni delle Ferrovie della Calabria in servizio sulla relazione Cosenza-Marzi.